# Groupe d'UGC 1344
Le groupe de UGC 1344 comprend au moins huit galaxies situées dans les constellations d'Andromède et du Triangle. La distance moyenne entre ce groupe et la Voie lactée est d'environ 59,2 Mpc (∼193 millions d'al). 

## Membres
Le tableau ci-dessous liste les huit galaxies du groupe indiquées dans l'article de A.M. Garcia paru en 1993.   
| Nom         | Const.    | Class.       | Type                  | α (J2000.0)   | δ (J2000.0) | Vitesse radiale (km/s) | m               | Distance (Mpc) | Diamètre (kal) |
| ----------- | --------- | ------------ | --------------------- | ------------- | ----------- | ---------------------- | --------------- | -------------- | -------------- |
| NGC 688     | Triangle  | (R')SAB(rs)b | Spirale intermédiaire | 01h 50m 44.2s | 35° 17′ 04″ | 4151 ± 3               | 12,7            | 57,4 ± 4,0     | 147            |
| NGC 700     | Andromède | S0?          | Lenticulaire          | 01h 52m 16.8s | 36° 02′ 12″ | 4576 ± 9               | 14,6            | 63,7 ± 4,5     | 59             |
| NGC 714     | Andromède | S0/a         | Lenticulaire          | 01h 53m 29.6s | 36° 13′ 17″ | 4418 ± 16              | 13,1            | 60,1 ± 4,2     | 95             |
| UGC 1330    | Triangle  | SA(s)dm      | Spirale magellanique  | 01h 52m 07.5s | 35° 02′ 16″ | 4385 ± 4               | 12,997 ± 0,0111 | 60,9 ± 4,3     | 76             |
| UGC 1338    | Andromède | Sb           | Spirale               | 01h 52m 21.7s | 35° 47′ 46″ | 4099 ± 30              | 12,37 \ 0,02    | 56,7 ± 4,0     | 56             |
| UGC 1344    | Andromède | (R)SBa       | Spirale barrée        | 01h 52m 34.7s | 36° 30′ 03″ | 4170 ± 9               | 12,41           | 57,8 ± 4,1     | 66             |
| MGC 6-5-40  | Andromède | E?           | Elliptique            | 01h 53m 50.1s | 36° 21′ 01″ | 4156 ± 6               | 14,11 ± 0,15    | 57,6 ± 4,0     | 11,8           |
| CGCG 522-33 | Andromède | S0/a         | Lenticulaire          | 01h 52m 32.6s | 36° 06′ 55″ | 4293 ± 8               | 15,7 ± 0,4      | 59,6 ± 4,2     | 85             |

- 1Dans l'infrarouge proche.

Le site DeepskyLog permet de trouver aisément les constellations des galaxies mentionnées dans ce tableau ou si elles ne s'y trouvent pas, l'outil du site constellation permet de le faire à l'aide des coordonnées de la galaxie. Sauf indication contraire, les données proviennent du site NASA/IPAC.